# 名為心的不可解
名為心的不可解是Ado的單曲，於2022年1月17日由維京音樂以數位單曲的形式發行，歌曲由Mafumafu作詞和作曲。本曲亦為關西電視台、富士電視台週一晚間十點連續劇《Dr. White》的主題曲。